# 더★비시바시
더★비시바시(일본어: ザ★ビシバシ 자 비시바시[*], 영어: THE★BishiBashi)는 일본의 게임 회사 코나미에서 제작, 일본에서 2009년 7월 29일에 가동을 시작한 아케이드 게임으로, 본가 비시바시 시리즈의 6번째 작품이며, 비시바시 리부트 작품이다. 대한민국에는 같은 해 11월 11일에 유니아나를 통해 출시되었다.

## 미니게임
순서는 난이도 순서

### 고양이풀
빨강 버튼과 파랑 버튼을 누르면 좌측의 미터가 차오른다. 미터가 다 차오르면 피니시 버튼을 누르면 클리어.

### 종이접기
세 버튼을 연타하면 그림 주위의 미터가 차오른다. 미터가 다 차오르면 피니시 버튼을 눌러 클리어.

### 어묵캐쳐
떨어지는 어묵을 빨강 버튼과 파랑 버튼을 동시에 눌러서 어묵을 잡는다. 세로로 떨어지는 어묵이 나오면 타이밍을 맞춰서 피니시 버튼을 눌러 클리어.

### 소리지르기
일단 세 버튼을 연타하다가 느낌표가 뜨면 피니시 버튼을 눌러서 클리어. 피니시 버튼을 눌러서 게임을 클리어 할 때까지 게임 점수를 볼 수 없다.

### 눈사람
빨강 버튼과 파랑 버튼을 같은 횟수만큼 연타하면 점수가 올라간다. 어느 한쪽의 숫자가 많아지면 눈이 옆으로 치우치며, 이 때에는 정상궤도에 올리기 전까지 점수를 못 받으니 주의. 일정 시간이 지나면 피니시 버튼이 활성화된다.

### 까꿍놀이
녹색 녹색 적색+청색 순으로 누르면 시계의 카운터가 1 내려간다. 12회 반복한 뒤 피니시 버튼을 누르면 게임이 종료된다.